# Dicranopteris warburgii
Dicranopteris warburgii är en ormbunkeart som först beskrevs av Christ, och fick sitt nu gällande namn av Takenoshin Nakai. Dicranopteris warburgii ingår i släktet Dicranopteris och familjen Gleicheniaceae. Inga underarter finns listade.